# Amàlia de Baviera
Amàlia de Baviera (13 de novembre de 1801, Múnic, Regne de Baviera, 1801 - 8 de novembre de 1877, Dresden) fou princesa de Baviera amb el tractament d'altesa reial que en el marc d'una ambiciosa política matrimonial del rei Maximilià I de Baviera contragué matrimoni amb el rei Joan I de Saxònia esdevenint reina de Saxònia.
Nascuda a la ciutat de Múnic, capital del Regne de Baviera, sent filla del rei Maximilià I Josep de Baviera i de la princesa Carolina de Baden. Amàlia era neta per línia materna del príncep Carles Lluís de Baden i de la princesa Amàlia de Hessen-Darmstadt.

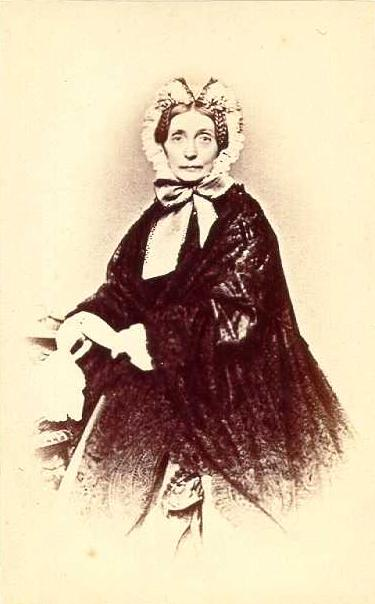
La princesa Amàlia de Baviera, reina de Saxònia.

Molt amant de la música tingué a partir de 1754 per mestre de capella al compositor turingi, Johann Philipp Kirnberger. Amàlia s'educà al costat de les seves germanes petites, la princesa Elisabet de Baviera, casada amb el rei Frederic Guillem IV de Prússia, la princesa Sofia de Baviera, mare de l'emperador Francesc Josep I d'Àustria, la princesa Maria Anna de Baviera, casada amb el rei Frederic August II de Saxònia i la princesa Lluïsa de Baviera, mare de l'emperadriu Elisabet d'Àustria.
Amàlia es casà el dia 10 de novembre de l'any 1822 amb el príncep i futur rei Joan I de Saxònia, fill del príncep Maximilià de Saxònia i de la princesa Carolina de Borbó-Parma. La parella tingué nou fills:
- SAR la princesa Maria Augusta de Saxònia (Dresden, 1827 -1857)
- SM el rei Albert I de Saxònia (1830, Dresden -1902, Castell de Sibyllenort) casada amb la princesa Carola de Suècia.
- SAR la princesa Elisabet de Saxònia, (Dresden, 1830 -Stresa, 1912) casada en primeres núpcies amb el príncep Ferran de Savoia-Gènova i en segones núpcies amb Niccolo Marchese Rapallo.
- SAR el príncep Frederic de Saxònia, (Dresden, 1831 - Weesenstein, 1847)
- SM el rei Jordi I de Saxònia (Castell de Pillnitz, 1832 - Castell de Pillnitz, 1904), casat amb la infanta Maria Anna de Portugal.
- SAR la princesa Maria de Saxònia (Castell de Pillnitz, 1934 -Dresden, 1862)
- SAR la princesa Anna Maria de Saxònia (Dresden, 1836 -Nàpols, 1859) casada amb el gran duc Ferran IV de Toscana.
- SAR la princesa Margarida de Saxònia, (Dresden, 1840 -Monza, 1858) casada amb l'arxiduc Carles Lluís d'Àustria.
- SAR la princesa Sofia de Saxònia, (Dresden, 1845 -Munic, 1867) casada amb el duc Carles Teodor de Baviera.

Amàlia al costat de les seves germanes Elisabet, Sofia i Maria Anna, esposes o mares dels sobirans respectivament de Prússia, Àustria i Saxònia i exerciren, de forma conjunta, una enorme influència en la política i les decisions preses pels seus països.